# Tetsuya Ogawa
Pour les articles homonymes, voir Ogawa.
 (juin 2013).
Si vous disposez d'ouvrages ou d'articles de référence ou si vous connaissez des sites web de qualité traitant du thème abordé ici, merci de compléter l'article en donnant les références utiles à sa vérifiabilité et en les liant à la section « Notes et références ».
Tetsuya Ogawa, dit Tetsu, né le 3 octobre 1969 à Osaka, est le bassiste et leader du groupe L'Arc-en-Ciel. Il a aussi une carrière solo sous son pseudonyme Tetsu. Depuis les années 2010 il utilise son prénom complet Tetsuya pour sa carrière solo. 

## Biographie
Tetsu, plutôt réservé de nature, reste quand même un des membres les plus extravagant de la J-Music.
Il touche très tôt à la musique, et même s'il reste un bon guitariste, il garde tout de même, comme instrument de prédilection, la guitare basse. Avec un style très particulier, plutôt funk, Tetsu préfère jouer avec un mediator.

## Liens
- (ja) - Site officiel de Tetsu
- (ja) - Creature creature

- (ja) Site officiel
- Ressources relatives à la musique :   - Discogs
  - MusicBrainz
  - VGMDb
- Ressource relative à l'audiovisuel :   - IMDb